# Teredoika serpentina
Teredoika serpentina is een eenoogkreeftjessoort. De wetenschappelijke naam van de soort is voor het eerst geldig gepubliceerd in 1959 door Stock.